# Дуда-Гвязда, Иоанна
Иоанна Беата Дуда-Гвязда (пол. Joanna Beata Duda-Gwiazda; 11 октября 1939, Кременец, ныне Тернопольская область, Украина) — польская диссидентка, профсоюзный и общественный деятель левого направления. Активистка движения «Солидарность», жена Анджея Гвязды. Известная писательница и журналистка. Антикоммунистка, антиглобалистка.

## В диссидентстве
Окончила судостроительный факультет Гданьского политехнического университета. По специальности инженер-кораблестроитель. В 1963—1965 работала главным технологом на яхт-верфи в Гданьске, затем до 1971 — в Центральном морском КБ и до 1999 — в Центре корабельной техники. С 2000 на пенсии.
В 1961 вышла замуж за диссидента-антикоммуниста Анджея Гвязду. Вместе с ним состояла в Альпинистском клубе, считавшемся в ПНР очагом диссидентства и свободомыслия. В 1962 вступила в ПОРП, состояла в партии до 1968. После политического кризиса, репрессий и ужесточения режима Иоанна Дуда-Гвязда примкнула к демократической оппозиции.
В 1976 вместе с мужем публично выступила в поддержку КОС-КОР. С 1978 — активистка Свободных профсоюзов Побережья, редактор подпольного бюллетеня Robotnik Wybrzeża. В октябре 1979 участвовала в голодовке солидарности с арестованными активистами чехословацкой Хартии 77.

## В «Солидарности»
В августе 1980 Иоанна Дуда-Гвязда приняла активное участие в забастовке на Гданьской судоверфи. Была членом Межзаводского забастовочного комитета, являлась соавтором 21 требования, которые легли в основу соглашений 31 августа 1980. После основания «Солидарности» состояла в общенациональном и гданьском руководстве профсоюза, выполняла функции пресс-секретаря.
13 декабря 1981 Иоанна Дуда-Гвязда была интернирована военными властями ПНР. Освобождена 22 июля 1982. Издавала подпольные журналы Skorpion и Poza Układem. Как и её муж, Дуда-Гвязда категорически осудила «сговор в Магдаленке» конца 1988 и не приняла соглашений Круглого стола 1989.
Моральный авторитет четы Гвязда способствует тому, что Иоанна периодически выступает экспертом-очевидцем, проясняя спорные моменты истории «Солидарности» — например, характер отношений между Лехом Валенсой и Богданом Борусевичем.

## В новой оппозиции

### Идеи
В Третьей Речи Посполитой Иоанна Дуда-Гвязда активно занимается политической журналистикой. Состоит в редакционном совете журнала Nowy Obywatel (среди членов совета был Збигнев Ромашевский). Придерживается левых демократических взглядов, выступает с позиций социального солидаризма. Характерен подзаголовок журнала: Pismo na rzecz sprawiedliwości społecznej — Издание социальной справедливости.
Для Дуды-Гвязды характерны идеи антиглобализма. Она настойчиво проводит мысль о наследовании глобальной системы («Friedmanizm») от тоталитарных коммунистических режимов XX века. Борьбу с транснациональным финансовым капиталом считает продолжением борьбы с диктатурой номенклатуры.

Глобальная система обанкротилась морально и материально, но до сих пор держится экономическим и политическим принуждением. Как Ярузельский, который сначала танками защитил социализм, а потом стал первым президентом польского капитализма. Действия Ярузельского начинают выглядеть осмысленными, когда мы понимаем, что целью его войны было уничтожение первой «Солидарности» — профсоюза, стоявшего на пути новой системы. Президент Буш не без оснований рекомендовал Ярузельского в президенты, не зря ему оказывают уважение новые власти Польши.

Правительство заботится о сбережениях в швейцарских банках на случай быстрой эвакуации. Страх перед будущим, перед гневом улицы, становится всё заметнее. Но пропаганда ещё защищает свободный рынок, демократию, терпимость и права человека, будто не очевидно, что всё это — лишь дымовая завеса. В основе нового мирового порядка лежит монетаризм, подчинение экономики банкам, ограничение демократических выборов и влияния профсоюзов.

Я убеждаю друзей прочесть книгу Наоми Кляйн «Доктрина шока»… Марксисты и антимарксисты не должны забывать, что диктатура пролетариата должна была быть только средством для централизованного управления глобальной экономикой. Сейчас к тому же идут через правый экстремизм. Последствия аналогичны коммунизму — разрушение семейных связей, наций, религиозных общин, атомизация общества… Государство разваливается, его институты перестают функционировать, но власть укрепляется и становится всё высокомернее.

Иоанна Дуда-Гвязда

### Практика
В 2007 Иоанна и Анджей Гвязда участвовали в протестах против дорожного строительства в долине реки Роспуда. В 2011 — в создании документального фильма Solidarni 2010 — Солидарные 2010. Ассоциация создателей фильма требовала международного расследования авиакатастрофы под Смоленском апреля 2010 и гибели президента Леха Качиньского. Резко осуждает курс правительства Дональда Туска, лично участвует в протестных акциях, в частности, против «соглашательства с Путиным».
Иоанна Дуда-Гвязда — известная польская писательница и эссеистка. Среди её книг — Polska wyprawa na Księżyc, сборники Poza Układem и Krótki kurs nowomowy.
Награждена Орденом Возрождения Польши I степени и орденом Белого орла, является почётным гражданином Гданьска.